# 4987 Flamsteed
A 4987 Flamsteed (ideiglenes jelöléssel 1980 FH12) a Naprendszer kisbolygóövében található aszteroida. Perthi Obszervatórium fedezte fel 1980. március 20-án. Ennek a kisbolygónak a felfedezői a névadással John Flamsteed (1675-1719) brit királyi csillagásznak (Astronomer Royal) állítottak emléket.